# Пејџ (Западна Вирџинија)
Пејџ (енгл. Page) насељено је место без административног статуса у америчкој савезној држави Западна Вирџинија.

## Демографија
По попису из 2010. године број становника је 224.
| Група             | 2000.    | 2010.       |
| Белци             | 0 (0,0%) | 209 (93,3%) |
| Афроамериканци    | 0 (0,0%) | 6 (2,7%)    |
| Азијати           | 0 (0,0%) | 0 (0,0%)    |
| Хиспаноамериканци | 0 (0,0%) | 4 (1,8%)    |
| Укупно            | 0        | 224         |